# أبوت وكوستيلو في هوليوود
أبوت وكوستيلو في هوليوود (بالإنجليزية: Abbott and Costello in Hollywood)‏ هو فيلم أبيض وأسود كوميدي أمريكي صدر عام 1945 من إخراج إس سيلفان سيمون وبطولة فريق الكوميديا المكون من أبوت وكوستيلو إلى جانب فرانسيس رافيرتي. من إنتاج مترو جولدوين ماير، ومن إنتاج مارتن أ. جوسش، يحكي الفيلم عن حلاقان غبيان كعملاء لمغني موهوب غير معروف، ويقومون بتدبير جريمة قتل وهمية من أجل حصوله على دور بارز في هوليوود.

## ملخص
يعمل الحلاق باز كيرتس والحمال أبركرومبي في صالون هوليوود. يتم إرسالهما إلى مكتب العميل نورمان رويس لقص شعره وتلميع حذائه. في الطريق إلى هناك يصادفان زميلة العمل السابقة كلير وارين، التي على وشك أن تلعب دور البطولة في مسرحية موسيقية جديدة. في نفس الوقت يصل زميلها في التمثيل جريجوري ليمايس، الذي تتضاءل شهرته، ويدعوها للانضمام إليه على الغداء. ترفض، مما يثير غضبه.
أثناء وجودهما في مكتب العميل، يشهد بوز وأبركرومبي دخول ليمايس وإخباره لرويس أنه لا يستطيع العمل مع كلير. رويس، الذي رأى للتو المغني الشاب جيف باركر في الاختبار، يطرد ليمايس ويعرض الوظيفة على باركر. يتسبب هذا في تغيير ليمايس لرأيه، ويفعل رويس الشيء نفسه، ويعيد ليمايس وظيفته. سرعان ما يبدل باز وأبركرومبي حياتهما المهنية ويصبحان عملاء باركر، ويتوجهان إلى رئيس الاستوديو، السيد كافانو، للعثور على دور لباركر.
لسوء الحظ، عندما التقيا بكافانو، كان ذلك لأنهما اصطدما بسيارتهما للتو بسيارته عند بوابة استوديوهات ماموث. يمنعهما كافانو من دخول المكان، لكنهما تمكنا من التسلل مرة أخرى مع مجموعة من الممثلين الإضافيين. بمجرد دخولهما، وجدا نفسيهما في قسم الملابس وارتدى باز زي شرطي وأبركرومبي زي متشرد. استخدما أزيائهما التنكرية الجديدة للتجول في المكان.
في وقت لاحق، حاول باز وأبركرومبي مساعدة باركر في الحصول على الدور من خلال إخراج ليمايز من الصورة من خلال محاولة بدء قتال معه. كانت خطتهما هي تصويره وهو يضرب أبركرومبي ثم إلقاء القبض عليه. سارت الخطة دون عقبات حتى سقط أبركرومبي في البحر بعد تعرضه للضرب وخشي أن يكون قد غرق. يقرر ليمايس الاختباء، ويحصل باركر على الدور بدلاً منه. يكتشف ليمايس في النهاية أن أبيركرومبي لا يزال على قيد الحياة ويطارده في جميع أنحاء الاستوديو الخلفي. يتم القبض على ليمايس في النهاية، وتشتهر كلير وباركر عندما ينجح الفيلم. بعد ذلك، يصبح باز وأبيركرومبي عملاء كبار في هوليوود.

## طاقم التمثيل
- باد أبوت بدور باز كورتيس
- لو كوستيلو بدور أبركرومبي
- فرانسيس رافرتي بدور كلير وارين
- بوب هايمز بدور جيف باركر (بدور روبرت ستانتون)
- جين بورتر بدور روثي
- دين ستوكويل بدور دين
- وارنر أندرسون بدور نورمان رويس
- راجز راجلاند بدور نفسه (بدور "راجز" راجلاند)
- مايك مازوركي بدور كلوندايك بيت
- كارلتون جي يونج بدور جريجوري ليمايس
- دونالد ماكبرايد بدور دينيس كافانو
- إدغار ديرينج بدور أول شرطي في الاستوديو
- ماريون مارتن بدور الآنسة ميلبين
- آرثر سبيس بدور المخرج
- ويليام فيليبس بدور مساعد كافانو (بدور ويليام "بيل" فيليبس)

## روابط خارجية
- Bud Abbott and Lou Costello in Hollywood على فهرس معهد الفيلم الأمريكي
- أبوت وكوستيلو في هوليوود  في قاعدة بيانات الأفلام على الإنترنت (بالإنجليزية)
- أبوت وكوستيلو في هوليوود على موقع أول موفي.
- أبوت وكوستيلو في هوليوود في قاعدة بيانات تيرنر كلاسيك موفيز للأفلام.